# Lleis dels gasos
|  | Aquest article esbossa el desenvolupament històric de les lleis que descriuen els gasos ideals. Per a una descripció detallada de les lleis dels gasos ideals, i el seu posterior desenvolupament, vegeu Gas ideal, Llei del gas ideal i Gas. |

Les primeres lleis dels gasos es van desenvolupar a finals del segle xviii, quan els científics començaven a ser conscients del fet que les relacions entre la pressió, el volum i la temperatura d'una mostra de gas eren extrapolables a tots els gasos. Encara que els gasos es poden presentar en condicions molt diverses, es comporten d'una forma similar, ja que el model acceptat a l'època (els gasos estan formats per molècules molt espaiades) era prou acurat; en l'actualitat, l'equació d'estat d'un gas ideal es dedueix a partir de la teoria cinètica. Avui en dia, es considera que les antigues lleis dels gasos són casos especials de l'equació del gas ideal, amb una o més variables interpretades com a constants.

## Llei de Boyle
La llei de Boyle mostra que, a temperatura constant, el producte de la pressió d'un gas ideal pel seu volum és sempre constant. Fou publicada l'any 1662. Es pot comprovar de forma experimental amb un mesurador de pressió i un recipient de volum variable. També es pot derivar de la teoria cinètica dels gasos: si en un contenidor, amb una quantitat fixada de molècules, es redueix el volum, hi haurà més molècules que xoquin amb una determinada àrea del recipient (per unitat de temps), la qual cosa provoca una pressió més gran.
La Llei de Boyle es pot expressar de forma matemàtica:
{\displaystyle p_{1}V_{1}=p_{2}V_{2}=k_{1}}
on p1, p₂ és la pressió (Pa), V1, V₂ és el volum (m³) d'un gas, i k1 (mesurada en joules) és la constant d'aquesta equació; no és la mateixa que les constants de les equacions següents.
Això es coneix com a llei de Boyle: el volum d'una massa donada de gas és inversament proporcional a la seva pressió, si la temperatura es manté constant. En termes matemàtics,
{\displaystyle V=k/p}
on k és una constant de proporcionalitat.

## Llei de Charles
La llei de Charles, o llei dels volums, fou formulada per primer cop l'any 1787 per Jacques Charles. Assegura que, per a un gas ideal a pressió constant, el volum és directament proporcional a la seva temperatura absoluta.
{\displaystyle {\frac {V_{1}}{T_{1}}}={\frac {V_{2}}{T_{2}}}\,}

## Llei de Gay-Lussac
La llei de Gay-Lussac, o Llei de les pressions, fou descoberta per Joseph-Louis Gay-Lussac l'any 1809. Afirma que la pressió exercida per un gas ideal sobre les parets del recipient que el conté és proporcional a la seva temperatura.
{\displaystyle {\frac {P_{1}}{T_{1}}}={\frac {P_{2}}{T_{2}}}}

## Llei d'Avogadro
La llei d'Avogadro afirma que el volum ocupat per un gas ideal és proporcional al nombre de mols present al contenidor. Això dona lloc al volum molar d'un gas, que en condicions normals és 22,4 dm³ (o litres). La relació ve donada per
{\displaystyle {\frac {V_{1}}{n_{1}}}={\frac {V_{2}}{n_{2}}}\,}
on n és igual al nombre de mols del gas (és a dir, el nombre de molècules dividit pel nombre d'Avogadro).

## Llei general dels gasos i Llei del gas ideal
La llei general dels gasos o equació general dels gasos està formada per la combinació de les tres lleis, i mostra la relació entre la pressió, el volum i la temperatura d'una massa fixa de gas:
{\displaystyle pV=k_{5}T\,}
Això també es pot escriure com:
{\displaystyle \qquad {\frac {p_{1}V_{1}}{T_{1}}}={\frac {p_{2}V_{2}}{T_{2}}}}
Si hi afegim la llei d'Avogadro, la llei general dels gasos esdevé la llei del gas ideal:
{\displaystyle pV=nRT\,}
on
p és la pressió
V és el volum
n és el nombre de mols
R és la constant universal dels gasos
T és la temperatura (mesurada en kèlvins)
on la constant, ara dita R, és la constant dels gasos, i té un valor de 0,08206 (atm·L)/(mol·K). Una formulació alternativa és:
{\displaystyle pV=kNT\,}
on
p és la pressió absoluta
V és el volum
N és el nombre de molècules de gas
k és la constant de Boltzmann (1.381×10−23J·K−1 en unitats del SI)
T és la temperatura (K)
Aquestes equacions són exactes només per a un gas ideal, que menysprea diversos efectes intermoleculars (vegeu gas real). Tot i això, la llei del gas ideal és una bona aproximació per a la majoria de gasos en condicions moderades de pressió i temperatura.
Aquesta llei té les següents conseqüències importants:
1. Si es mantenen constants la temperatura i la pressió, llavors el volum del gas és directament proporcional al nombre de molècules del gas.
2. Si es mantenen constants la temperatura i el volum, llavors la pressió del gas és directament proporcional al nombre de molècules del gas.
3. Si es mantenen constants el nombre de molècules del gas i la temperatura es mantenen constants, llavors la pressió és inversament proporcional al volum.
4. Si la temperatura canvia i es manté constant el nombre de molècules del gas, llavora o bé la pressió o bé el volum (o tots dos) canvien en proporció directa a la temperatura.

## Altres lleis dels gasos
- La llei de Graham afirma que la freqüència de difusió de les molècules de gas és inversament proporcional a l'arrel de la seva densitat. Combinada amb la llei d'Avogadro (que diu que, a igual volum, igual nombre de molècules), això és el mateix que dur que és inversament proporcional a l'arrel del seu pes molecular.

- La llei de Dalton sobre pressions parcials afirma que la pressió d'una mescla de gasos és, simplement, la suma de les pressions parcials de cadascun dels gasos. És a dir:

{\displaystyle P_{\hbox{total}}=P_{1}+P_{2}+P_{3}+\cdots +P_{n}=\sum _{i=1}^{n}P_{i}\,},
o bé:
{\displaystyle P_{\hbox{total}}=P_{\hbox{gas}}+P_{H_{2}O}\,}
on Ptotal és la pressió total de l'atmosfera, Pgas és la pressió de la mescla de gasos a l'atmosfera, i PH₂O és la pressió de l'aigua a aquella temperatura.
- La llei de Henry afirma que, a temperatura constant, la quantitat d'un determinat gas dissolt en un volum de líquid determinat és directament proporcional a la pressió parcial d'aquest gas en equilibri amb el líquid:

{\displaystyle p=k_{\rm {H}}\,c}